# 언듈레이터

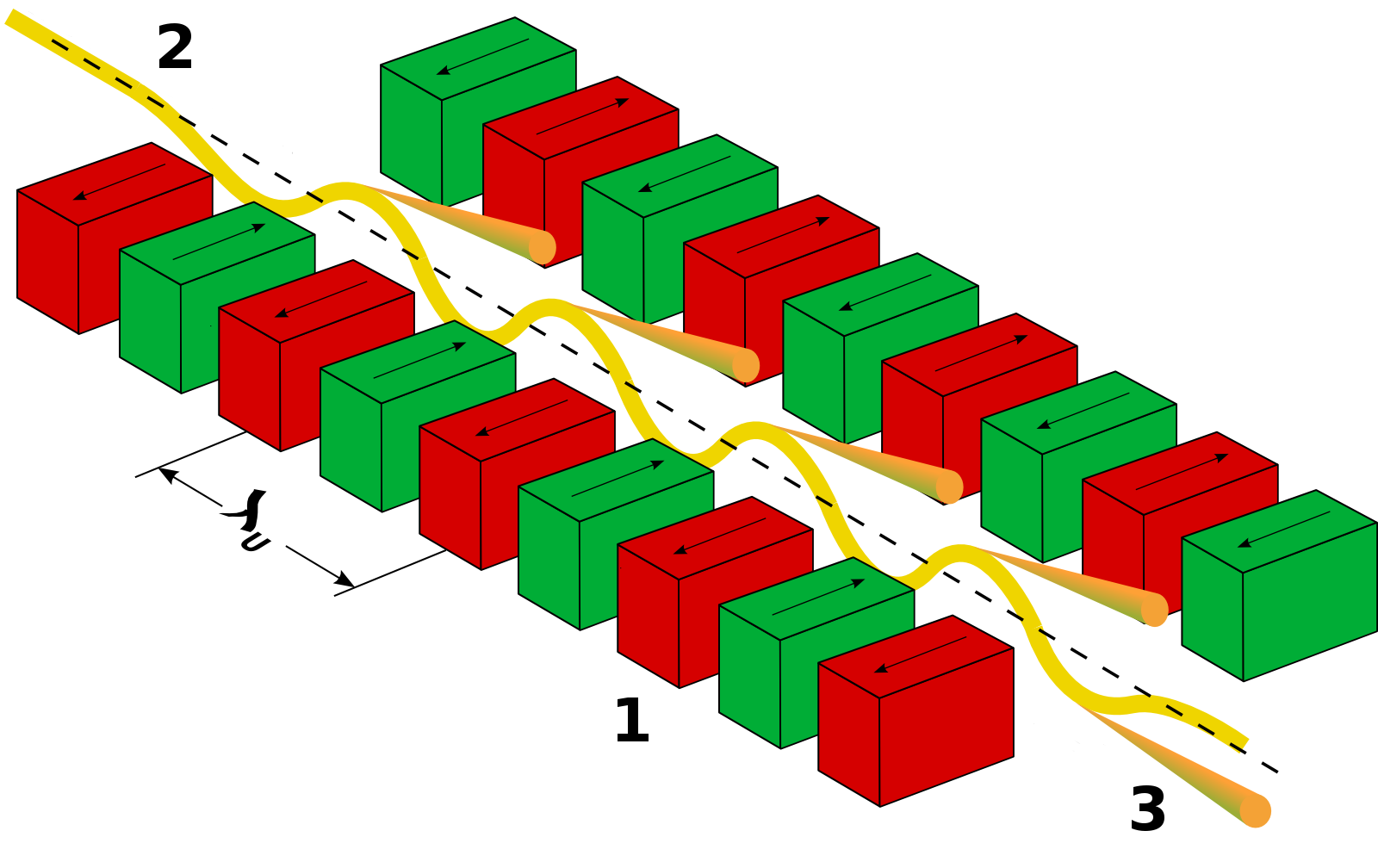
언듈레이터의 작동 과정. 1:자석, 2: 전자 빔, 3: 싱크로트론 발사

언듈레이터(영어: Undulator)는 전자의 진행 방향을 따라서 주기적으로 변화하는 자계 분포를 가진 특정한 파장의 빛이 강하게 방사하는 장치를 말한다. 평면 내에서 자장이 주기적으로 방향을 바꾸는 평면형과 자장의 방향이 나선형으로 번화하는 입체형의 언듈레이터가 있다.

## 역사
러시아 물리학자 비탈리 긴즈부르크는 1947년 논문에서 이론적으로 언듈레이터를 만들 수 있음을 보여주었다. 줄리안 슈윙거는 1949년에 필요한 계산을 표가 있는 베셀 함수로 축소한 유용한 논문을 발표했다. 당시 대부분의 학자들은 디지털 컴퓨터를 사용할 수 없었기 때문에 이는 설계 방정식을 해결하는 데 중요했다.
스탠포드 대학교의 한스 모츠(Hans Motz)와 그의 동료들은 1952년에 최초의 언듈레이터를 시연했다. 이는 최초의 인공 간섭성 적외선 복사를 생성했다. 이 설계는 가시광선부터 밀리미터파까지 전체 주파수 범위를 생성할 수 있다.